# 센토 게이야
센토 게이야(일본어: 仙頭 啓矢, 1994년 12월 29일~)는 일본의 축구 선수이다.

## 구단 경력
그는 2017년 J2리그의 교토 상가 FC에 입단했다. 2019년까지 99경기에 출전하여, 16득점을 넣었다. 2020년 J1리그의 요코하마 F. 마리노스로 임대 이적했다. 9월 교토 상가 FC로 복귀했다. 2021년 J1리그의 사간 도스로 이적했다. 2022년부터 2023년까지 나고야 그램퍼스와 가시와 레이솔에서 뛰었다. 2023년에 천황배 우승을 차지했다. 2024년 FC 마치다 젤비아로 이적했다.